# Ines Bolla
Ines Bolla (* 7. April 1886 in Olivone; † 2. Februar 1953 in Lugano) war eine Schweizer Sekundarlehrerin, Direktorin der der Frauenberufsschule in Lugano, Politikerin der FDP und Gründerin des Lyceum-Clubs der italienischen Schweiz.

## Leben
Ines Bolla war Tochter des Plinio, Schwester von Fulvio, Arnaldo und Plinio. Sie blieb ledig. Sie studierte am Lehrerseminar in Locarno und in Genf (Pädagogik, bis 1904). Sie unterrichtete Französisch, Geschichte und Geografie, zuerst Sekundarschule und am Lehrerseminar in Locarno, dann an der Berufsschule für Frauen in Lugano, die sie ab 1919 leitete. Sie setzte sich für die berufliche und kulturelle Förderung der Frauen ausserhalb der Schule ein und gründete das Lyceum der italienischen Schweiz, eine Vereinigung von Frauen, die in der Berufswelt tätig sind; sie war auch im Frauenkomitee tätig, das 1928 die Schweizerische Ausstellung für Frauenarbeit (SAFFA) ins Leben rief.
Als Mitglied des Circolo ticinese di cultura, wo sie mit Francesco Chiesa zusammenarbeitete, und des Circolo di lingua francese. Sie beteiligte sich an der Debatte über die Bildung und Berufsausbildung der Frauen und veröffentlichte ihre Artikel in verschiedenen Zeitschriften. Sie leistete auch Beiträge für Radio und Zeitungen und war erstes Ehrenpatronat der Kinderkrippe von Lugano von 1934 bis 1949.

## Ehrung
Am 25. September 2000 wurde der Ines-Bolla-Pfad im „Schweizer Viertel“ in Berlin-Lichterfelde zu ihren Ehren benannt.